# Бэйцзин Жэньхэ
«Бэйцзин Жэньхэ» (кит. 北京人和足球俱乐部) — китайский футбольный клуб, выступающий в Первой лиге Китая по футболу. С 2012 года представляет город Гуйян (провинция Гуйчжоу). Домашний стадион команды — Олимпийский центр Гуйяна. Главный тренер — китайский специалист Гао Хунбо.

## История создания
Первоначально клуб был основан в Пудуне, Шанхай в 1995 году и назывался «Шанхай Пудун», однако в дальнейшем вторая часть названия неоднократно менялась, представляя на тот момент генерального спонсора команды. В 2006 году, выступая под названием «Шанхай Интернэшнл», клуб переехал в Шэньси и получил новое название «Сиань Чаньба Интернэшнл» или «Интер Сиань» (так называли клуб болельщики). В настоящее время название Чанба является сочетанием названий двух рек в Сиане, которые называются соответственно Чань и Ба.
Так как клуб был основан в феврале 1995 года, он принял участие в переоформлении футбольной лиги в профессиональную. Команда начала свой путь с низшего китайского дивизиона (третий дивизион) под названием «Шанхай Пудун». Команда выступала в синей форме и в первый же год успешно выступила в третьем дивизионе, по итогам розыгрыша получив возможность выступать во втором китайском дивизионе. Последующие сезоны во втором дивизионе показали слабость команды, однако приглашение на тренерский пост Сю Гэньбао в начале розыгрыша 2000 года было призвано изменить ситуацию и команду стали рассматривать в качестве претендента на выход в первый дивизион. Под руководством Сю Гэньбао команда выиграла первенство 2001 года и получила право выступать в высшем дивизионе. Владельцы клуба (англ. Shanghai Yungtay Engineering, 95 % и англ. COSCO Real Estate, 5 %) провели ребрендинг и клубными цветами стал синий и белый, а также полосы. Спонсоры начали вкладывать большие средства в покупку игроков и тренеров, которые имели международный опыт и опыт выступлений за национальную сборную. Так, в команду пришли Чэн Яодун, Цзян Цзинь и в особенности У Чэнин, который был куплен за рекордную для китайского чемпионата сумму 13 000 000 юаней. Данная тактика принесла результаты практически сразу — под руководством нового главного тренера Чэн Яодуна команда весь сезон боролась за первое место в высшей лиге, уступив в итоге «Шанхай Шэньхуа» только одно очко на финише чемпионата 2003 года.. В 2013 году в результате расследования по факту договорных матчей «Шанхай Шэньхуа» был лишён титула победителя Высшей лиги 2003 года, но чемпионский титул решили не присуждать никому.
В сезоне 2004 года команда заняла третье место. Владельцы клуба не смогли ежегодно вкладывать большие суммы в команду, цена конкуренции с «Шанхай Шэньхуа» оказалась очень высокой. В сезоне 2005 года о себе начала заявлять ещё одна команда из Шанхая, «Шанхай Зобон», ввелись разговоры о расформировании второй команды, в итоге было принято решение о переезде в Сиань. Под названием Шанхай Интернейшнл или Интер Шанхай клуб начал переезд — домашний стадион Стадион Юаньшэнь сменил Стадион Шэньси Coca-Cola, а сама команда в 2006 году была переименована в Сиань Чаньба Интернейшнл В 2007 году спонсором стала компания «Баожун Инвестмент» (англ. Baorong Investment), а к привычным цветам команды добавился жёлтый. В итоге, команда смогла претендовать на титул в розыгрыше Суперлиги 2008 года, однако в середине чемпионата в команде произошёл спад и на финише она была лишь пятой. В последующих сезонах клуб балансировал на грани вылета, а Чэн Яодун решил покинуть команду. Новый главный тренер Чжу Гуанху смог избежать вылета, однако результаты были невысокими.
Перед началом сезона 2010 года спонсор команды «Жэньхэ Коммершиал Холдингс Компани» (англ. Renhe Commercial Holdings Company) серьезно увеличила вложения в команду, в итоге в ней появились новые футболисты, которые выступали за национальную сборную: Сунь Цзихай, Цюй Бо, Чжао Сюжи и Мао Цзяньцин. Однако, несмотря на это, команда показывала невыразительную игру, и Чжу Гуанху был вынужден покинуть клуб. Ему на смену пришел известный в Китае тренер, который трижды приводил команды Суперлиги к чемпионству — Милорад Косанович. Замена тренера не помогла, а руководство решило вновь сменить тренера, на этот раз им стал балканский специалист Слободан Сантрач. Затем в середине сезона 2011 года его сменил бывший игрок сборной КНР Гао Хунбо. После ещё одного неудачного сезона владелец клуба решил сменить клубную прописку и начал переговоры с местными властями Гуйяна о предоставлении команде стадиона. При этом, в Сиане оставалось более 30 тыс.болельщиков, что являлось одним из самых высоких показателей в Суперлиге. В сезоне 2012 года команда заняла четвёртое место и получила возможность впервые в своей истории выступить в лиге чемпионов Азии 2013 года. Кроме того, команда добралась до финала Кубка страны, где по итогам двухраундового поединка уступив «Гуанчжоу Эвергранд».

### Изменение названия
- 1995-98: Шанхай Пудун (上海浦东)
- 1999: Шанхай Пудун Хуэйэрпу (上海浦东惠而浦)
- 2000: Пудун Ляньян 8848 (浦东联洋 8848)
- 2001-03: Шанхай Чжунъюань Хуэйли (上海中远汇丽, COSCO)
- 2003-05: Шанхай Интернэшнл
- 2006: Сиань Чаньба Интернэшнл (西安浐灞国际)
 после переезда в Сиань была переименована.
- 2007: Шэньси Баожун Чаньба (陕西宝荣浐灞)
- 2008-09: Шэньси Чжунсинь Чаньба (陕西中新浐灞)
- 2010: Шэньси Чжунцзянь Чаньба (陕西中建地产浐灞)[9]
- 2011—2012: Шэньси Жэньхэ Коммершиал Чаньба (陕西人和商业浐灞)[10]
- 2012—2016: Гуйчжоу Жэньхэ (贵州人和足球俱乐部)
- 2016-: Бэйцзин Жэньхэ (北京人和足球俱乐部)

### Достижения
- Чемпион Лиги-И (третий дивизион) : 1995
- Чемпион бывшей Лиги Цзя-В　: 2001
- Призёр бывшей Лиги Цзя-А : 2003
- Финалист Кубка Китайской футбольной ассоциации : 2012
- Обладатель Суперкубка Китайской футбольной ассоциации: 2014

Юношеская команда U17
- Победители турнира U17 (2006)

## Результаты за все время выступлений
- По итогам сезона 2012 года

За всё время выступлений
| Сезон    | 1995 | 1996 | 1997 | 1998 | 1999 | 2000 | 2001 | 2002 | 2003 | 2004 | 2005 | 2006 | 2007 | 2008 | 2009 | 2010 | 2011 | 2012 |
| -------- | ---- | ---- | ---- | ---- | ---- | ---- | ---- | ---- | ---- | ---- | ---- | ---- | ---- | ---- | ---- | ---- | ---- | ---- |
| Дивизион | 3    | 2    | 2    | 2    | 2    | 2    | 2    | 1    | 1    | 1    | 1    | 1    | 1    | 1    | 1    | 1    | 1    | 1    |
| Место    | 1    | 9    | 10   | 7    | 4    | 4    | 1    | 9    | 2    | 3    | 8    | 9    | 13   | 5    | 12   | 10   | 9    | 4    |